# Martin Seefeld
Martín Seefeld (Olivos, 20 novembre 1960) è un attore argentino, noto per aver recitato, tra gli altri, nella serie Los simuladores.
Ha partecipato alla commedia Mi Cuñado, con Luis Brandoni e Ricardo Darín, tra il 1993 e il 1996. È diventato famoso quando ha recitato nella serie Los simuladores (2002-2004) insieme a Federico D'Elía, Alejandro Fiore e Diego Peretti.

## Filmografia

### Telenovele
| Anno      | Titolo                     | Canale     | Ruolo |
| --------- | -------------------------- | ---------- | --- |
| 1993      | Mi cuñado                  | Telefe     | Martín |
| 1994      | Montaña rusa               | El Trece   | Daniel Martínez                                                                                                |
| 1996      | Poliladron                 | El Trece   | Néstor Córdoba                                                                                                 |
| 1997      | Carola Casini              | El Trece   | Gerardo |
| 1998      | Alas, poder y pasión       | El Trece   | Maximiliano Ponti                                                                                              |
| 1998-1999 | Gasoleros                  | El Trece   | Martín Ferreyra                                                                                                |
| 2000      | Primicias                  | El Trece   | Juez Barrera                                                                                                   |
| 2001      | El sodero de mi vida       | El Trece   | Marcelo Rodríguez                                                                                              |
| 2001-2002 | Provócame                  | Telefe     | Ricardo |
| 2002-2003 | Rebelde Way                | Canal 9    | Franco Colucci                                                                                                 |
| 2002-2004 | Los simuladores            | Telefe     | Gabriel Medina                                                                                                 |
| 2004      | Frecuencia 04              | Telefe     | Gustavo Smith                                                                                                  |
| 2005      | Quinto mandamiento         | América TV | Lobista ("Episodio: Desarmadero")                                                                              |
| 2005      | El patrón de la vereda     | América TV | Bernardo Bernasconi                                                                                            |
| 2005      | Hombres de honor           | El Trece   | Alejandro Sambonini                                                                                            |
| 2005-2008 | Mujeres asesinas           | El Trece   | Jorge ("Episodio: Carmen, hija") Martín ("Episodio: Sonia, desalmada") Pedro ("Episodio: Marta, manipuladora") |
| 2006      | Amas de casa desesperadas  | El Trece   | Carlos Solís                                                                                                   |
| 2007      | Son de Fierro              | El Trece   | Juan Cruz Zorrilla                                                                                             |
| 2008      | Oportunidades              | El Trece   | Dr. Diego Ameghino                                                                                             |
| 2008-2009 | Socias                     | El Trece   | Álvaro Cárdenas Alonso                                                                                         |
| 2009-2010 | Herencia de amor           | Telefe     | Padre Miguel Olmos                                                                                             |
| 2011      | El elegido                 | Telefe     | Santiago Mercado                                                                                               |
| 2012-2013 | Mi amor, mi amor           | Telefe     | Omar "Estrella" Gentile                                                                                        |
| 2013-2014 | Mis amigos de siempre      | El Trece   | Óscar Pires |
| 2014      | La celebración             | Telefe     | Ignacio ("Episodio: Cumpleaños")                                                                               |
| 2014      | Quererte bien              | El Trece   | Horacio |
| 2016      | La Leona                   | Telefe     | Alberto "Coco" Zanneti                                                                                         |
| 2017      | Cuéntame cómo pasó         | TV Pública | Carlos Martínez Pérez (Adulto)                                                                                 |
| 2017-2018 | Five Stars (Las Estrellas) | El Trece   | Fernán Kowacksinsky                                                                                            |
| 2018      | Yo, Potro                  | Netflix    | Darío Romani                                                                                                   |
| 2019      | Monzón                     | Space      | El Negro |
| 2022      | El encargado               | Star+      | Jordi |
| 2023      | Los protectores            |            | |